# Curcuma rangsimae
Curcuma rangsimae là danh pháp khoa học của một loài nghệ, được Thawatphong Boonma và Surapon Saensouk mô tả khoa học năm 2021.

## Từ nguyên
Tính từ định danh rangsimae được đặt theo tên ông Rungsima Tantalakha, người ủng hộ và hỗ trợ các nhà phân loại thực vật học ở Thái Lan.

## Tên thường gọi
Một tên thường gọi là bussarakham, trong tiếng Thái có nghĩa là sapphire vàng để chỉ những bông hoa màu vàng của loài này. Tên bản địa khác của loài là krachiao Rangsima; trong tiếng Thái krachiao là tên gọi địa phương của nghệ ở miền đông bắc Thái Lan và Rangsima lấy theo tên ông Rungsima Tantalakha.

## Chẩn đoán
C. rangsimae rất giống với C. vitellina [sic = C. vetellina], nhưng khác ở chỗ lá hình elip hẹp đến hình mác ngược, rộng 12–20 cm, dài 40–70 cm, đáy lá thon-hơi xiên; cụm hoa dài 12–20 cm, đường kính 7,8–9,5 cm ở đoạn giữa; đài hoa nhẵn nhụi; các nhị lép bên hình bay không đối xứng hoặc hình trứng; cựa bao phấn hình nón, dài 2,8–3,4 mm; bầu nhụy 3,5–4,0 × 2,5–3,0 mm, hình phỏng cầu thuôn dài, nhẵn nhụi (trong khi C. vitellina có lá hình elip đến hình trứng-elip, rộng 8–15 cm, dài 20–45 cm, đáy thuôn tròn; cụm hoa dài 8–15 cm, đường kính 4–5 cm ở đoạn giữa; đài hoa thưa lông trên 3 gân chính dẫn từ răng đến đáy; các nhị lép bên hình trứng ngược; cựa bao phấn dạng sợi; dài ~0,5 mm; bầu nhụy ~3 × 2 mm, 3 ngăn, có lông dài ~0,2 mm).

## Mẫu định danh
Mẫu định danh: Boonma 8, thu thập ngày 8 tháng 8 năm 2018 tại huyện Ban Na, tỉnh Nakhon Nayok, miền trung Thái Lan. Holotype: Đại học Khonkaen (KKU); isotypes: Vườn thực vật Hoàng hậu Sirikit (QBG), Cục Vườn quốc gia, Bảo tồn Động-Thực vật Hoang dã, Bộ Tài nguyên Môi trường Thái Lan (BKF), Cục Nông nghiệp, Bộ Nông nghiệp và Hợp tác xã Thái Lan (BK).

## Mô tả
Cây thân thảo sống lâu năm, thân rễ chính hình trứng, bên trong màu vàng nhạt, có mùi thơm, đường kính 25,8–30,5 mm và cao 36,0–40,0 mm, các nhánh thân rễ bên trong màu vàng nhạt, vươn xuống phía dưới và cong đầu ngọn lên phía trên để nảy mầm thành thân mới đường kính 8,5–12,5 mm và dài 5–8 cm. Rễ chùm với rễ củ, hình elip, dài 2–4 cm. Chồi lá cao 60–100 cm. Bẹ không lá 1–2, màu xanh lục hoặc màu xanh lục với màu đỏ ở đáy và phần ngầm màu trắng, khô héo theo thời gian sinh trưởng, đỉnh nhọn, nhẵn nhụi, dài 5–15 cm. Các bẹ lá so le, màu xanh lục hoặc màu xanh lục với màu ánh đỏ ở đáy, nhẵn nhụi; lưỡi bẹ 2 thùy, dài 4–6 mm, màu xanh lục nhạt trong mờ, đỉnh thuôn tròn, có lông; cuống lá màu xanh lục, nhẵn nhụi, dài 8–15 cm. Phiến lá 5–7, hình elip hẹp đến hình mác ngược, đỉnh nhọn thon, đáy thon lại-hơi lệch, mép nguyên có màu trắng trong mờ rộng ~0,5 mm, màu xanh lục với màu xanh lục nhạt hơn dọc theo gân giữa, các gân nổi, nhẵn nhụi cả hai mặt ngoại trừ một ít lông ngắn ở chóp lá, rộng 12–20 cm và dài 40–70 cm. Cụm hoa đầu cành, mọc ra từ bên của thân giả tại đáy, hình trụ, đường kính 7,8–9,5 cm và dài 12–20 cm; cuống cụm hoa màu xanh lục với màu trắng ở đáy, nhiều lông, đường kính 0,8–1,2 cm và dài 8–15 cm. Không có mào lá bắc. Lá bắc hữu thụ 29–48 mỗi cụm hoa, màu trắng kem hoặc xanh lục nhạt với màu trắng ở đáy, đôi khi màu hồng nhạt, lá bắc ở dưới hình trứng, lá bắc ở trên hình trứng ngược, đỉnh lá bắc dưới từ tù đến thuôn tròn, đỉnh lá bắc trên nhọn, rộng 2,6–3,2 cm và dài 3,4–3,9 cm, mép nguyên có màu trắng trong mờ hoặc xanh lục nhạt nhạt rộng ~0,5 mm, nhiều lông. Hoa màu vàng, dài 4–6 cm, thò ra từ lá bắc. Đài hoa màu trắng trong mờ (màu nâu nhạt nếu ngâm trong nước mưa còn sót lại trong lá bắc), dài 1,2–2,0 cm, đỉnh 3 thùy với một đường rạch sâu tới 8 mm, nhẵn nhụi. Ống tràng màu trắng chuyển dần sang màu vàng nhạt về phía đỉnh, hình ống với hình phễu ở đỉnh, dài 2,5–3,5 cm, đường kính đỉnh 8–10 mm, thưa lông mịn; Thuỳ tràng lưng 1 và có mũ trùm, màu vàng nhạt sáng, đỉnh nhọn thon, mép nguyên, nhẵn nhụi, rộng 10–12 mm và dài 16–17 mm; thuỳ tràng bên 2, màu vàng nhạt sáng, có mũ trùm một bên tại đỉnh, đỉnh tù, mép nguyên, rộng 9–11 mm và dài 15–17 mm, nhẵn nhụi. Nhị lép bên 2, hình bay không đối xứng đến hình trứng, màu vàng với màu vàng nhạt ở đáy, đỉnh tù, rộng 10–12 mm và dài 14–16 mm, có lông mịn. Cánh môi hình trứng, rộng 16–17 mm và dài 15–16 mm, có khía sâu, vết rạch dài tới 6 mm, màu vàng với dải màu vàng sẫm ở giữa và màu vàng nhạt sáng ở đáy, đỉnh tù, có lông mịn dọc theo hai bên của dải giữa. Nhị hoa màu vàng nhạt sáng, rộng 2–3 mm và dài 10–12 mm; chỉ nhị phẳng, màu vàng nhạt sáng, dài 6–7 mm, rộng 5–6 mm ở đáy và rộng 2–3 mm ở điểm đính, bao phấn đính lưng, có lông mịn; bao phấn màu vàng nhạt sáng, có lông mịn, dài khoảng 3,5 mm với 2 cựa màu vàng nhạt ở đáy, hình nón, dài 2,8–3,4 mm; mào bao phấn rộng 2–3 mm và dài khoảng 1 mm, đỉnh thuôn tròn; đầu nhụy màu trắng, ~1 × 1 mm, có lông rung; vòi nhụy rất thanh mảnh, đường kính 0,2–0,3 mm, dài 53–57 mm. Tuyến trên bầu 2, màu vàng nhạt, đường kính 0,9–1,1 mm và dài 4–5 mm. Bầu nhụy hình phỏng cầu thuôn dài, màu vàng nhạt sáng, đường kính 2,5–3,0 mm và cao 3,5–4,0 mm, 3 lá noãn, nhẵn nhụi. Noãn đính trụ. Quả hình phỏng cầu thuôn dài đến gần hình cầu, màu vàng rất nhạt đến trắng, 0,8–1,2 × 0,7–1,2 cm, nhẵn nhụi. Hạt màu nâu ánh vàng, hình trứng hoặc hình trứng không đối xứng, một số hạt hơi cong, với áo hạt màu trắng, 3,5–4,2 × 2,0–2,5 mm, nhẵn nhụi.

## Phân bố
Thái Lan, bao gồm các tỉnh Nakhon Nayok, Saraburi, Prachin Buri, Chachoengsao, Nakhon Ratchasima. Môi trường sống là rừng lá sớm rụng, khu vực thưa cây, cao độ 80–250 m so với mực nước biển. Thời kỳ ra hoa vào mùa mưa (tháng 6 đến tháng 9), tạo quả vào cuối tháng 8 đến tháng 10.

## Sử dụng
Cây cảnh mang lại may mắn.

## Lưu ý
Loài này thuộc phân chi Ecomata.